# Frans Slaats
Frans Slaats (Waalwijk, 11 de juny de 1912 - 6 d'abril de 1993) va ser un ciclista neerlandès que fou professional entre 1933 i 1947. Va destacar, sobretot, en l'especialitat de ciclisme en pista, en què guanyà 7 curses de sis dies i un Campionat nacional en persecució. Al 19 de setembre de 1937 va establir un nou rècord de l'hora amb una distància de 45,485 km. Poques setmanes després aquesta marca seria batuda per Maurice Archambaud.

## Palmarès
- 1936
  - 1r als Sis dies d'Amsterdam (amb Adolphe Charlier)
  - 1r als Sis dies de Copenhaguen (amb Jan Pijnenburg)
- 1937
  -  Campió dels Països Baixos de persecució
  - 1r als Sis dies de Copenhaguen (amb Kees Pellenaars)
  - 1r als Sis dies d'Anvers (amb Jan Pijnenburg)
  - 1r als Sis dies de Gant (amb Kees Pellenaars)
- 1939
  - 1r als Sis dies de Brussel·les (amb Kees Pellenaars)
- 1944
  - 1r als Sis dies de Buenos Aires (amb Raffaele Di Paco)